# Lisakovka
Lisakovka (ryska: Лисаковка, kazakiska: Līsakovsk) är en ort i Kazakstan.   Den ligger i oblystet Qostanaj, i den nordvästra delen av landet, 600 km väster om huvudstaden Astana. Lisakovka ligger 192 meter över havet och antalet invånare är 40 000.
Terrängen runt Lisakovka är platt, och sluttar norrut. Runt Lisakovka är det mycket glesbefolkat, med 6 invånare per kvadratkilometer. Lisakovka är det största samhället i trakten. Trakten runt Lisakovka består till största delen av jordbruksmark.